# Јапанска лака крстарица Кину
Крстарица Кину (јап: 鬼怒 軽巡洋艦) је припадала серији јапанских лаких крстарица класе Нагара, и коришћена је током Другог светског рата. Име је добила по реци Кину, која протиче кроз префектуру Точиги, Јапан.

## Позадина
Кину је била пета од шест лаких крстарица класе Нагара. Као и остали бродови ове класе, она је била намењена за улогу заставног брод флотила разарача и подморница

## Служба

### Рани период
Крстарица Кину је грађена у Кавасакијевом бродоградилишту у Кобеу, и завршена је 10. новембра 1922. године. У периоду од 1934. до 1935. године, она је коришћена као тренажни брод. Кад је избио Други Кинеско–јапански рат, крстарица Кину пружа подршку искрцавању јапанских трупа на обале централне и јужне Кине, а затим током 1937. и 1938. године, патролира дуж обале Кине.
Дана, 20. новембра 1941. године, крстарица Кину постаје заставни брод 4. флотиле подморница (18. дивизија подморница – И-53, И-54 и И-55, и 19. дивизија подморница – И-56, И-57 и И-58), под командом контраадмирала Сецузо Јошитомија, и базира у луци Ивакуни, префектура Јамагучи. У време напада на Перл Харбор, крстарица Кину покрива искрцавања јапанских снага, приликом инвазије Малаје.

### Лов на снаге „Z“
Јапанска подморница И-65, 9. децембра 1941. године, извештава да је уочила британске поморске снаге „Z“ (бојни брод Принс оф Велс, бојни крсташ Рипалс и пратећи разарачи). Извештај је примљен на крстарицама Кину и Јура, као и у 81. морнаричкој јединици веза у Сајгону. Примљени извештај је био јако лош, и прошло је 90 минута пре него што је дешифрован и прослеђен вицеадмиралу Озави, који се налазио на свом заставном броду, крстарици Чокаи. Међутим, извештај са јапанске подморнице И-65 је био нетачан по питању места опажања британских снага „Z“, и изазвао је праву конфузију у јапанској флоти. Један Каваниши Е7К, лансиран са крстарице Кину, ометао је подморницу И-65, пошто је пилот сматрао њу, за непријатељску подморницу. Следећег дана, британске снаге „Z“ су биле уништене од торпедних-бомбардера из 22. ваздушне флотиле, која се налазила у Француској Индокини.

### Инвазија на Малају и Холандску Источну Индију
Дана, 13. децембра 1941. године, крстарица Кину напушта залив Камран – Француска Индокина, заједно са крстарицама Чокаи, Могами и Микума, и разарачима Хацујуки и Ширајуки, ради пружања подршке искрцавању јапанских трупа код Куантана, Малаја. У периоду од 17. до 24. децембра, она учествује у заштити искрцавања јапанских трупа на Борнео, код места Сериа – Брунеј, Мири, Лутонг и Кучинг – Саравак. Око 2.500 војника из „Кавагучијевог одреда“ и 2-ге Јокосука десантне јединице, брзо заузимају аеродром у близини места Мири, као и нафтна поља. Када је операција завршена, крстарица Кину се враћа назад у залив Камран, где базира до краја године.
Од јануара до марта 1942. године, Кину наставља да пружа подршку јапанским искрцавањима на Малајско полуострво, Саравак и Јаву. Дана, 1. марта 1942. године, конвој који је пратила крстарица Кину је нападнут у Јаванском мору, на око 90 наутичких миља западно од места Сурабаја, од 10 застарелих двокрилаца Викерс Ваилдебист и 15 ловца из аустралијског и новозеландског ратног ваздухопловства. Крстарица Кину је незнатно оштећена од блиских промашаја бомби, а три човека њене посаде гине од шрапнела. Следећег дана, северно од Сурабаје, Кину је нападнута од америчке подморнице С-38, која је лансирала четири торпеда, али сва промашују.
Од 10. марта 1942. године, Кину је уврштена у сатав 16. дивизије крстарица и базира у Макасару на Целебусу, а затим у бази на острву Амбон.

### Кампања на Новој Гвинеји
Од 29. марта до 23. априла 1942. године, крстарица Кину је укључена у сатав експедиционих снага „N“, контраадмирала Руитаро Фуџите, за инвазију холандског дела Нове Гвинеје, у чијем саставу су се још налазили; носач хидроавиона Читосе, разарачи Јукуказе и Токицуказе, торпиљери Томозуру и Хацукари, и транспортни бродови са десантним трупама. Након тога, већи део месеца маја, крстарица Кину проводи на ремонту у бази Куре, Хирошима. По повратку на јужни Пацифик, Кину је укључена у патролирање Јаванским морем, од јуна до септембра 1942. године.
Дана, 13. септембра 1942. године, крстарица Кину укрцава у Батавији (сада Џакарта), заједно са крстарицом Исузу, делове 2-ге јапанске пешадијске дивизије, које пребацује на Соломонова острва. Након што је 22. септембра искрцала трупе на острва Шортленд и Бугенвил, Кину се враћа назад и ангажује у патроли Тиморским морем и око источне Холандске Источне Индије, све до јануара 1943. године.
Крстарица Кину добија наређење 21. јануара 1943. године, да прати крстарицу Натори, која је оштећена приликом напада америчких бомбардера Б-24 Либератор на јапанску поморску базу на острву Амбон, у пловидби ка бази Сингапур. По повратку, Кину је поново укључена у патролне задатке, све до јуна 1943. године, са повременим транспортима трупа и снабдевања до Нове Гвинеје.
Дана, 23. јуна 1943. године, у луци Макасар, крстарице Кину, Кума, Ои и Китаками, су нападнуте од 17 бомбардера Б-24 Либератор из 319. ескадриле 90. бомбардерске групе 5. ваздушне армије. Сва четири брода су лакше оштећена од експлозија бомби које су пале у њиховој близини. Након тога, Кину добија наређење да се врати назад у Јапан, ради генералног ремонта и модернизације, и она стуже у базу Куре 2. августа 1943. године.
У бази Куре, са крстарице Кину су скинуте куле са њеним топовима главне артиљерије бр. 5 и бр. 7, као и њен катапулт за хидроавионе и покретна дизалица. Постављен је један двоцевни тешки против-авионски топ од 127 mm, и два троцевна против-авионска топа од 25 mm, чиме је број ових топова повећан на 10 цеви (2x3, 2x2). Затим је уграђен један радар за ваздушно осматрање Тип-21, а инсталиране су и шине за дубинске бомбе на њеној крми. Ремонт и модернизација су завршени 14. октобра 1943. године, и Кину одмах одлази назад ка Сингапуру, пребацујући трупе и снабдевања. Крстарица Кину базира у Сингапуру, или Малаки, или Пенангу – Малаја, или Батавији – Холандска Источна Индија, све до јануара 1944. године.
Дана, 23. јануара 1944. године, крстарице Кину и Аоба се прикључују крстарицама Ои и Китаками и разарачу Шикинами, у ескортовању трупног транспорта из Сингапура ка Порт Блеру на Андаманским острвима. На њиховој повратној пловидби ка Сингапуру, крстарица Кину вуче крстарицу Китаками, која је оштећена приликом напада једне подморнице. По повратку у Сингапур, Кину је укључена у патролирање око западне Холандске Источне Идије, све до априла 1944. године.
Од априла, крстарица Кину започиње да ескортује трупне транспорте са Саипана, преко базе Палау, до Целебеса и других локација у Холандској Источној Индији.
Сједињене Америчке Државе започињу 27. маја 1944. године, операцију „Horlicks", ради заузимања острва Биак. Крстарице Кину и Абоа, са разарачима Шикинами, Уранами, и Шигуре, напуштају базу Таракан ради пребацивања 2.300 војника из Замбоанга - Минданао, као појачање јапанским снагама на острву Биак. Међутим, након што су опажени бомбардери Б-24 Либератор, и примљен извештај о америчкој инвазији на Саипан, операција је отказана и трупе су искрцане у Соронгу, западна Папуа.
Дана, 6. јуна 1944. године, док су биле усидрене код острва Веиго, Нова Гвинеја, крстарице Кину и Аоба су безуспешно нападнуте од бомбардера Б-24 из 380. бомбардерске групе. Након једне недеље, Кину се враћа патроли у области западне Холандске Источне Индије, све до краја августа 1944. године.

### Филипини
Дана, 25. септембра 1944. године, током припрема Јапана за операцију „ШО-ГО“, одбрана Филипина, крстарице Кину и Аоба, и разарач Уранами су укључени у централне снаге вицеадмирала Такео Курите. За време једне тренажне пловидбе, 11. октобра, крстарица Аоба се судара са крстарицом Кину, и оба брода задобијају лакша оштећења.
Десет дана касније, 21. октобра, 16-та дивизија крстарица је издвојена из Куритиних снага, ради учествовања у транспорт 2.500 војника јапанског 41. пешадијског пука, из Кагајана – Минданао, ка Ормоку – Лејте. Јапански конвој је опажен 23. октобра 1944. године, од америчке подморнице Брејм. Подморница испаљује 6 торпеда ка крстарици Аоба, од којих је једно погађа у пределу другог машинског одељења. Контраадмирал Сакоња се пребацује на крстарицу Кину, која одвлачи крстарицу Аоба у поморску базу Кавите, у близини Маниле, ради неопходног ремонта. Следећег дана, док су крстарица Кину и разарач Уранами напуштали базу Кавите и кренули ка Кагајану, амерички палубни авиони из оперативне ескадрт ТФ-38.3 (носачи авиона Есекс и Лексингтон), су извели ваздушни напад на базу Кавите. Бомбе које су пале у њиховој близини, изазивају лакша оштећења, и убијају 47 члана посаде крстарице Кину и 25 члана посаде разарача Уранами.
Дана, 25. октобра 1944. године, Кину и Уранами стижу у базу Кагајан, где су одмах укључени у транспортну мисију. Транспортни бродови Т-6, Т-9 и Т-10 укрцавају по 350 војника а Т-101 и Т-102 по 400 војника, Кину укрцава 347 војника а Уранами 150 војника. Следећег дана, 26. октобра, у Висајанском мору, Кину и Уранами су нападнути од 75-80 америчких палубних авиона из две групе оперативне ескадре ескортних носача авиона ТФ-78.4. Торпедни бомбардери Авенџер са носача авиона Натома Беј и 12 TBF авенџера и ловца Граман F4F из ВЦ-21 са носача авиона Маркус Аиленд су напали бомбама, ракетама и топовском ватром крстарицу Кину и разарач Уранами. Један  авенџер са носача авиона Манила Беј погађа са две бомбе крстарицу Кину, док је разарач Уранами погођен са неколико ракета, услед чега тоне око поднева. У 11:30 сати, још два већа таласа авиона врше напад. Трећа бомба која погађа крстарицу Кину, уништава машинско одељење и изазива пожар на броду. Јапански транспортни бродови спашавају већину чланова посаде крстарице Кину, укључујући и капетана Кавасакија. Контраадмирал Сакоња пребацује своју заставу на транспортни брод Т-10, и стиже у Манилу следећег дана. У 17:30 сати Крстарица Кину тоне на малу дубину, на око 44 наутичких миља југозападно од Масбата, Лузон.
Крстарица Кину је обрисана из списка јапанске флоте 20. децембра 1944. године.
Дана, 15. јула 1945. године, рониоци са америчког брода Шантиклир (АСР-7), откривају и испитију крстарицу Кину. Том приликом проналазе више поверљивих докумената и неколико машина за дешивровање.

## Листа Капетана
- Капетан Умакичи Јано – 10. новембар 1922 — 1. децембар 1923.
- Капетан Коширо Оикава – 1. децембар 1923 — 1. јануар 1924.
- Капетан Масаши Такеучи – 1. јануар 1924.- 10. новембар 1924.
- Капетан Сунао Мацузаки – 10. новембар 1924 — 1. децембар 1925.
- Капетан Нихеи Сезаки – 1. децембар 1925 — 1. новембар 1926.
- Капетан Јаичи Оно – 1. новембар 1926 — 15. новембар 1927.
- Капетан Такаши Обата – 15. новембар 1927 — 10. децембар 1928.
- Капетан Тоширо Таиђири – 10. децембар 1928 — 30. новембар 1929.
- Капетан Рјукичи Накаџима – 30. новембар 1929 — 1. децембар 1930.
- Капетан Икута Сакамото – 1. децембар 1930 — 1. децембар 1931.
- Капетан Такео Сакура – 1. децембар 1931 — 15. новембар 1933.
- Капетан Цујоши Кобата – 15. новембар 1933 — 15. новембар 1934.
- Капетан Јошиказу Ендо – 15. новембар 1934 — 15. новембар 1935.
- Капетан Шигејоши Мива – 15. новембар 1935 — 1. децембар 1936.
- Капетан Шигеру Ишикава – 1. децембар 1936 — 1. децембар 1937.
- Капетан Сохеи Таширо – 1. децембар 1937 — 15. децембар 1938.
- Капетан Сеишичи Ватанабе – 15. децембар 1938 — 19. октобар 1940.
- Капетан Токугјо Ито – 19. октобар 1940 — 2. децембар 1940.
- Капетан Акира Јамаки – 2. децембар 1940 — 15. март 1941.
- Капетан Шунсаки Набешима – 15. март 1941 — 11. август 1941.
- Капетан Јоширо Като – 11. август 1941 — 22. март 1943.
- Капетан Јошио Уехара – 22. март 1943 — 4. фебруар 1944.
- Капетан Токуши Итакура – 4. фебруар 1944 — 11. јун 1944.
- Капетан Харуми Кавасаки – 11. јун 1944 — 26. октобар 1944.